# Arrondissement di Avallon
L'arrondissement di Avallon è una suddivisione amministrativa francese, situata nel dipartimento della Yonne e nella regione della Borgogna-Franca Contea.

## Composizione
L'arrondissement di Avallon raggruppa 149 comuni in 10 cantoni:
- cantone di Ancy-le-Franc
- cantone di Avallon
- cantone di Cruzy-le-Châtel
- cantone di Flogny-la-Chapelle
- cantone di Guillon
- cantone di L'Isle-sur-Serein
- cantone di Noyers
- cantone di Quarré-les-Tombes
- cantone di Tonnerre
- cantone di Vézelay
- Cantone di Tonnerrois